# 2016 في فنلندا
فيما يلي قوائم الأحداث التي وقعت خلال عام 2016 في فنلندا.

## سياسة

### انتهاء فترة المنصب
- 22 يونيو – ألكسندر ستوب وزير المالية [الإنجليزية]‏.

## برامج ومسلسلات وأنمي
- أنغري بيردز

## وفيات

### فبراير
- 15 فبراير – جورج جاينز (مواليد 1917) ممثل أمريكي.

### مايو
- 10 مايو – إلكا هانسكي (مواليد 1953)

### يونيو
- 4 يونيو – انتي هيري (مواليد 1931) كاتب فنلندي.

### يوليو
- 22 يوليو – يوكو توركا (مواليد 1942)